# Клычково
Клычково (укр. Кличкове) — посёлок в Городищенском районе Черкасской области Украины.
Население по переписи 2001 года составляло 4 человека. Почтовый индекс — 19531. Телефонный код — 4734.

## Местный совет
19531, Черкасская обл., Городищенский р-н, с. Вербовка, ул. Соловьёвых